# Mut zur Erziehung
Mut zur Erziehung war der Titel eines wissenschaftlichen Kongresses, der vom 9. bis 10. Januar 1978 im Wissenschaftszentrum Bonn stattfand.

## Geschichte
Der Kongress wurde von Kurt Aurin gemeinsam mit dem nordrhein-westfälischen Kultusminister Jürgen Girgensohn vorbereitet und fand schließlich unter der Leitung von Golo Mann, Hermann Lübbe und Robert Spaemann statt. Die Schirmherrschaft hatte der damalige Bundespräsident Walter Scheel inne. Zuvor gab es ein vorbereitendes Komitee, das im Vorfeld der Tagung neun Thesen zur Erziehung formulierte, die in der Rückschau als bestimmend für den Inhalt des Kongresses wahrgenommen werden sollten. Als Vater der Thesen gilt der Philosoph Hermann Lübbe. Sowohl die Referate im Rahmen der Tagung als auch die verabschiedeten Thesen zielten laut Dietrich Benner darauf ab, „eine Tendenzwende in der Bundesdeutschen Bildungspolitik einzuleiten und die Irrtümer einer sogenannten kulturrevolutionär-emanzipatorischen Pädagogik durch die Rückkehr zu Grundsätzen einer affirmativen oder bejahenden Erziehung zu korrigieren“. Der Erziehungswissenschaftler Hartmut von Hentig hielt im Rahmen des Kongresses eine Gegenrede, in der er auf „Problemverkürzungen und ideologische Befangenheit der proklamierten Tendenzwende“ aufmerksam machte. Nicht zuletzt aufgrund des stark unterschiedlichen fachlichen Hintergrunds der Redner und Teilnehmer gilt der Kongress nicht als fachwissenschaftliche Tagung. Auch im Selbstverständnis der Teilnehmer war man eher um politische als um disziplinäre Wirkung bemüht.
1993 veranstaltete die Konrad-Adenauer-Stiftung eine Konferenz gleichen Namens in Sankt Augustin, die sich auf den Kongress von 1978 bezog. Als Ehrengast war Wilhelm Hahn eingeladen.

## Neun Thesen zur Erziehung
Im Rahmen des Kongresses wurden neun Thesen zur Erziehung verabschiedet. Die Thesen richteten sich inhaltlich vor allem gegen ein vorgeblich falsches Verständnis von pädagogisch wichtigen philosophischen Grundbegriffen, wie „Mündigkeit“, „Glück“ und „Autorität“. (Thesen 1, 2) Sie konstatieren die Notwendigkeit von angeblich fälschlicherweise als veraltet angesehenen Tugenden wie „Ordnung“ und „Fleiß“. (These 3) Des Weiteren richten sie sich gegen eine vermeintliche Politisierung und Ideologisierung von Erziehung und Schule. (Thesen 4, 5, 7) Auch egalitäre Bestrebungen werden als schädlich für den Erziehungsprozess angesehen, denn Chancengleichheit setze stets „ungleich verteilte Möglichkeiten ihrer Nutzung frei“. (These 6) Zudem werden Szientismus-kritische Standpunkte vertreten und einer „Verwissenschaftlichung des Unterrichts“ wird die Bedeutung von Erfahrung und Kultur für den Erziehungsprozess gegenübergestellt. (Thesen 8, 9)

„Wir wenden uns gegen den Irrtum, die Schule könne Kinder lehren, glücklich zu werden ... In Wahrheit hintertreibt die Schule damit das Glück der Kinder und neurotisiert sie. Denn Glück folgt nicht aus der Befriedigung von Ansprüchen, sondern stellt im Tun des Rechten sich ein.“

## Wirkung und Rezeption
Bereits im März 1978 wurde im Rahmen des in Tübingen stattfindenden Kongresses der Deutschen Gesellschaft für Erziehungswissenschaft (DGfE) von einer ad hoc zusammengetretenen Gruppe eine kritische Stellungnahme zu den Thesen des Bonner Kongresses vorbereitet. Diese „Tübinger Erklärung“ wurde anschließend in der Mitgliederversammlung der DGfE besprochen, aber nicht formell verabschiedet. Eine tiefergehende Auseinandersetzung mit den Inhalten des Bonner Kongresses wurde schließlich von einer Arbeitsgruppe des Instituts für Erziehungswissenschaft an der Universität Münster erarbeitet.
Die verabschiedeten Thesen wurden als „pädagogische[s] Glaubensbekenntnis der ‚Wertkonservativen‘“ bezeichnet. Der Kongress wurde als Teil eines bildungspolitischen und erziehungswissenschaftlichen „Roll-Backs“ eingeordnet, in dem eine Abkehr von der Kritischen Erziehungswissenschaft stattfand. Die verabschiedeten Thesen gelten als publikumswirksame Zuspitzung von sich bereits zuvor anbahnenden konservativen Tendenzen in der Pädagogik. Die Veranstaltung ist damit als Teil einer ab den 1970er Jahren von konservativer Seite in verschiedenen gesellschaftlichen Bereichen der Bundesrepublik angestrebten „Tendenzwende“ anzusehen. Die Thesen fanden in der Erziehungswissenschaft nahezu keine positive Rezeption.

## Bekannte Teilnehmer
- Kurt Aurin
- Hermann Boventer
- Clemens Christians
- Wilhelm Hahn
- Hartmut von Hentig
- Nikolaus Lobkowicz
- Hermann Lübbe
- Hans Maier
- Golo Mann
- Christa Meves
- Thomas Nipperdey
- Alexander Schwan
- Kurt Sontheimer
- Robert Spaemann
- Friedrich H. Tenbruck
- Alois Graf von Waldburg-Zeil